# Clube Atlético Sorocaba
Clube Atlético Sorocaba, även Atlético Sorocaba, är en brasiliansk fotbollsklubb från Sorocaba. Laget spelar i Campeonato Paulista och har även spelat i Campeonato Brasileiro Série C ett flertal säsonger. Klubben ägs av Rev. Moon's Familjefederationen för Världsfred och Enighet. 

## Historik
Klubben grundades den 21 februari 1991 av entreprenören João Caracante Filho. Klubben bildades som basketklubb, för att den 15 mars 1993 bli en fotbollsklubb. Laget deltog i Campeonato Brasileiro Série C 1994, 1995, 1996, 1997, 1998, 2002, 2003 och 2004.